# Vodovorot
Vodovorot (russisk: Водоворот) er en sovjetisk stumfilm fra 1927 af Pavel Petrov-Bytov.

## Medvirkende
- Tatjana Guretskaja som Ljubasja
- F. Mikhajlov som Stepan Gorbusjin
- Nikolaj Sjarap som Morozov
- Sergej Langovoj som Ivankov
- Sjura Saveljev som Mitja